# U 29 (U-Boot, 1914)
U 29 war ein U-Boot, das für die deutsche Kaiserliche Marine gebaut wurde.

## Geschichte, Bau und Indienststellung
Das Boot war ein sogenanntes Zweihüllenboot, welches als Hochseeboot in einem Amtsentwurf konzipiert wurde.  Der Auftrag zum Bau dieses U-Bootes wurde am 19. Februar 1912 der Kaiserlichen Werft in Danzig erteilt. Der Stapellauf erfolgte am 11. Oktober 1913. Die Indienststellung erfolgte am 1. August 1914 unter dem Kommando von Kapitänleutnant Wilhelm Plange.

## Technik
Das U-Boot war 64,7 m lang, 6,32 m breit und hatte einen Tiefgang von 3,48 m sowie eine Verdrängung von 669 Tonnen über und 864 Tonnen unter Wasser. Die Besatzung bestand aus 35 Mann, wovon vier Offiziere waren. Die Maschinen für die Überwasserfahrt waren zwei Sechs-Zylinder-Viertakt Dieselmotoren von MAN mit zusammen 1.471 kW (2.000 PS). Zur Unterwasserfahrt kamen zwei AEG-Doppel-Modyn-Elektromotor mit 880 kW (1.200 PS) zum Einsatz. Damit waren Geschwindigkeiten von 16,7 kn (über Wasser) bzw. 9,8 kn (unter Wasser) möglich. Der Aktionsradius betrug bis zu 8420 NM bei Überwasserfahrt. Bei getauchter Fahrt mit 5 kn wurden 85 NM erreicht bei einer maximalen Tauchtiefe von 50 Meter. Als Höchstgeschwindigkeit in aufgetauchter Fahrt werden 16,7 kn angegeben, getaucht 9,8 kn. Die sechs mitgeführten Torpedos konnten über zwei Bug- und zwei Heckrohre verschossen werden.

## Einsätze und Verbleib
U 29 unternahm insgesamt neun Feindfahrten, auf denen es vier Schiffe mit einer Gesamttonnage von 12.934 BRT versenkte. Nach anderen Quellen waren es vier Schiffe mit einer Gesamttonnage von 12.934 BRT sowie zwei beschädigte Schiffe mit 4.317 BRT.

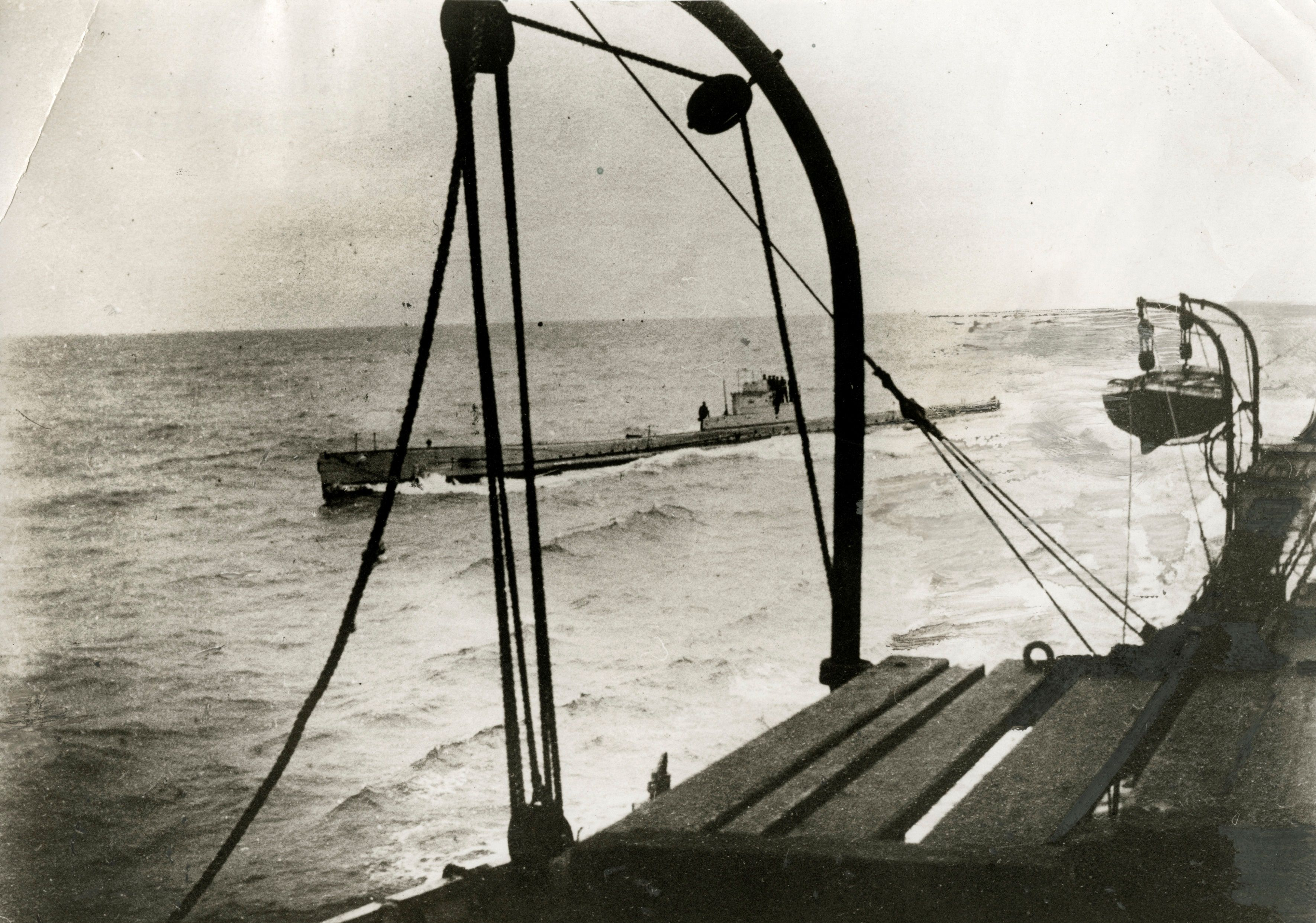
U 29, vom englischen Schiff Headlands, kündigt einen Torpedoangriff an und gibt der englischen Besatzung 5 Minuten Zeit, das Schiff zu verlassen, 1915

Am 10. März 1915 lief U 29 von Seebrügge zum ersten Einsatz unter Weddigen aus. Es erreichte sein Operationsgebiet in der Irischen See und versenkte am 12. März 1915 den britischen Dampfer Headlands (2.988 BRT), die Indian City (4.645 BRT) sowie die Andalusian (2.349 BRT) und am 15. März 1915 den französischen Dampfer Auguste Conseil (1.912 BRT).
Auf dem Rückmarsch um Schottland herum begegnete U 29 am 18. März 1915, östlich des Pentland Firth (zwischen dem schottischen Festland und den Orkneyinseln), der Grand Fleet. Diese war auf dem Heimweg zu ihrem Stützpunkt Scapa Flow. Nach einem Fehlschuss auf das Schlachtschiff Neptune wurde das Periskop des U-Bootes auf dem Schlachtschiff Dreadnought gesichtet. Es gelang Weddigen nicht mehr rechtzeitig, auf Tiefe zu gehen. Gegen 13:40 Uhr rammte die Dreadnought das deutsche U-Boot, das dabei für kurze Zeit mit dem Vorschiff an die Oberfläche schoss. Dabei wurde die Bootsnummer ausgemacht. Dann versank U 29. Otto Weddigen sowie seine gesamte Mannschaft fanden den Tod. Es war die einzige Kampfhandlung der Dreadnought während des Seekriegs im Ersten Weltkrieg. Als ungefähre Untergangsstelle gelten folgende Koordinaten: 58° 20′ N, 0° 57′ O.

## Kommandanten
| Dienstgrad      | Name           | von        | bis        |
| --------------- | -------------- | ---------- | ---------- |
| Kapitänleutnant | Wilhelm Plange | 01.08.1914 | 15.02.1915 |
| Kapitänleutnant | Otto Weddigen  | 16.02.1915 | 18.03.1915 |